# 山田壮晃
山田壮晃（やまだ たかあき、1961年1月12日- ）は日本のサクソフォーン奏者、アレンジャー。

## 略歴
東京都出身。早稲田大学高等学院、早稲田大学理工学部卒業。本名、山田徹。
22歳よりダンスバンドの草分けであるダウンビーツでプロ活動を開始。25歳の時に奨学金を得て米国バークリー音楽院へ留学、ビル・ピアスに師事、サクソフォーンとアンサンブル理論を学ぶ。帰国後は森寿男とブルーコーツ、三原綱木とザ・ニューブリードなどに在席。1993年にフリーとなる。
1995年に山田壮晃 & ビッグバンオーケストラを結成。その後、サクソフォーン四重奏団のメロートーンや、サクソフォーン5本とトランペットにパーカッション3名を加えたスィートサックスも結成。すべてのバンドのリードとアレンジを手がけている。最近はUmekichiなどにも参加し、ジャンルにとらわれず幅広く活動している。ビッグバンドのアレンジャーとしても、多くのヴォーカルを含めたミュージシャンからの支持も厚い。